# 新界北部水浸特別報告

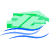
新界北部水浸特別報告

新界北部水浸特別報告（英語：Special Announcement on Flooding in the northern New Territories）是香港天文台的其中一個警告信號，於1998年設立。每當香港新界北部受大雨影響，引致該區的低窪地帶出現水浸或將會出現水浸時，香港天文台便會發出新界北部水浸特別報告。該項報告會透過電台及電視台向市民廣播，並在適當時候更新，直至大雨過去為止。
新界北部水浸特別報告獨立於其他氣象警告，可以與其他警告同時生效，（例如強烈季候風信號或熱帶氣旋警告信號、暴雨警告信號、酷熱天氣警告、雷暴警告及山泥傾瀉警告），但由於水浸下不會出現結霜，因此此警告不會與霜凍警告同時生效。而與火災危險警告、寒冷天氣警告同時生效時的機會甚微，因為非風季和雨季時節（天氣乾燥、寒冷）時甚少出現水浸。

## 概述
新界北部水浸特別報告對農民、漁塘負責人、工程師、承建商及其他容易因水浸而引致損失的人士有預警作用。但猶如其他天氣警告一樣，這項特別報告是根據最新資料而判斷出最有可能出現的天氣狀況。因此難免在發出特別報告後，大雨並未造成水浸；又或者突然形成的大雨在特別報告發出前已經在新界北部造成水浸。
新界北部（狹義指元朗區東部及北區，廣義範圍包括元朗洪水橋、屏山、廈村、十八鄉、大棠，以及八鄉、錦田和新田、牛潭尾、上水、粉嶺、打鼓嶺、沙頭角等）經常出現地區性的暴雨，引致該區嚴重水浸，但對香港其他地方則沒有影響。例如在1993年颱風黛蒂掠過香港之後，整個新界北部的低窪地帶便完全被洪水淹沒。另外在1994年7月22日，新界西北錄得超過300毫米雨量，連日滂沱大雨導致300公頃農地及150公頃漁塘遭浸沒，消防員須動用橡皮艇拯救受困村民。此外深圳受大雨影響，深圳水庫需要排洪，亦會令新界部份地區出現水浸，例如1997年8月2日深圳受颱風維克托的惡劣天氣影響，令深圳水庫水位上升，需要在當晚9時緊急排洪，新界北部如打鼓嶺及沙頭角出現水浸。在2001年6月的暴雨，天文台多次發出紅色暴雨警告，期間新界地區錄得逾200毫米雨量，上水更錄得300毫米雨量，多條村落被洪水淹沒，消防員、政府飛行服務隊及特別任務連需以直升機、橡皮艇及氣墊船進行大規模搜救行動。
新界北部水浸特別報告的天氣稿如下：「新界北部，尤其是［元朗／八鄉及錦田／新田及牛潭尾／上水／打鼓嶺／沙頭角］一帶，正受大雨影響。在過去幾／＿小時，該區錄得超過＿毫米雨量。新界北部可能受大雨影響的市民，應採取適當的預防措施，避免水浸可能引致的損失。鄉村附近若有防洪警鐘，村民亦應留意。」

## 水浸警告歷史
由於1971年連日大雨，令城門水塘的水位超越警界線，故天文台就設立「城門水塘水浸警告」（Shing Mun Reservoir Flood Warning），表示城門水塘或城門下水塘存水量超過警界線，可能導致水塘滿溢。1983年，天文台引入「水浸警告」（Flooding Warning），是根據降雨量多少而發出。直至1998年3月天文台修改暴雨警告系統，加上市區排水系統改善，水浸情況減低及短暫，因此同期取消水浸警告服務，但新界北部地區由於有較廣闊的集水區和地勢平坦，雨水積聚和退卻都較為緩慢，往往要一兩小時，因此水浸可能長達數小時，因此天文台設立「新界北部水浸特別報告」。

## 注意事項
- 留意電台及電視台廣播有關最新警告的消息。遇上緊急事故，應立即致電就近警署求助[1]。
- 應做好預防措施，以防止因水浸引致的人命及財物損失[1]。
- 農民及漁塘負責人應採取必須預防措施，盡量減少損失[1]。

## 新界北部水浸特別報告頻率及生效日數
| 年份   | 發出次數 | 生效日數 |
| ------ | -------- | -------- |
| 1998年 | 6        | 5        |
| 1999年 | 5        | 5        |
| 2000年 | 7        | 7        |
| 2001年 | 10       | 12       |
| 2002年 | 3        | 4        |
| 2003年 | 3        | 4        |
| 2004年 | 4        | 4        |
| 2005年 | 8        | 7        |
| 2006年 | 3        | 4        |
| 2007年 | 1        | 1        |
| 2008年 | 3        | 4        |
| 2009年 | 4        | 4        |
| 2010年 | 4        | 5        |
| 2011年 | 3        | 3        |
| 2012年 | 6        | 6        |
| 2013年 | 3        | 3        |
| 2014年 | 3        | 5        |
| 2015年 | 6        | 6        |
| 2016年 | 7        | 7        |
| 2017年 | 6        | 6        |
| 2018年 | 7        | 8        |
| 2019年 | 3        | 4        |
| 2020年 | 4        | 4        |
| 2021年 | 10       | 11       |
| 2022年 | 4        | 4        |
| 2023年 | 6        | 8        |
| 2024年 | 2        | 2        |
| 2025年 | 8        | 8        |

## 紀錄之最
- 生效時間最長：2023年9月7日19:50至9月8日15:40，合共19小時50分鐘。受強颱風海葵殘餘活躍低壓槽影響，與黑色暴雨警告信號同時生效。
- 生效時間最短：2002年7月3日13:15至13:55，合共40分鐘。
- 最早全年首次發出：2014年3月30日20:20至3月31日02:30，合共6小時10分鐘。唯一一次需於3月發出此警告。
- 最晚全年首次發出：1999年8月22日16:50至21:00，合共4小時10分鐘。
- 最早全年最後發出：2014年5月11日11:05至23:55，合共12小時50分鐘。
- 最晚全年最後發出：2016年10月19日13:25至21:50，合共8小時25分鐘。
- 發出次數最多的年份: 2001年及2021年，各發出10次。
- 生效日數最多的年份：2001年，有12日生效。
- 發出次數以及生效日數最少的年份：2007年，只發出1次及1日生效。
- 同一日內發出最多次數：1998年6月9日、2000年8月24日、2005年6月15日、2017年7月18日、2022年5月12日及2025年7月10日，各有2次。

## 外部連結
- 新界北部水浸特別報告 - 香港天文台 （页面存档备份，存于）
- 新界北部水浸特別報告 （页面存档备份，存于）
- 香港天文台警告及信號資料庫 - 新界北部水浸特別報告  （页面存档备份，存于）
- 香港天文台－新界北部水浸特別報告狀況 （页面存档备份，存于）
- YouTube上的新界北部水浸特別報告
- YouTube上的氣象冷知識：新界北部水浸特別報告
- 香港地下天文台氣象‧人‧語：暴雨警告的來由 （页面存档备份，存于），08-05-2014